# Echinopepon insularis
Echinopepon insularis är en gurkväxtart som beskrevs av Wats. Echinopepon insularis ingår i släktet Echinopepon och familjen gurkväxter. Inga underarter finns listade i Catalogue of Life.